# Clara López
Clara Eugenia López Obregón (Bogotá, 12 de abril de 1950) es una economista, abogada y política colombiana. Actualmente se desempeña como senadora de Colombia por el Pacto Histórico.
López, quedando huérfana en su juventud, y siendo su padre un masón de alto grado, fue adoptada política y familiarmente por el influyente abogado Alfonso López Michelsen, quien llegó a ser presidente entre 1974 y 1978.
Se desempeñó como secretaria de Gobierno de la Alcaldía Mayor de Bogotá (2008-2010), fue fórmula vicepresidencial del candidato Gustavo Petro en las elecciones del año 2010 y, el 8 de junio de 2011, el presidente de la República Juan Manuel Santos, la eligió como alcaldesa encargada de Bogotá dentro de la terna que le fue entregada por el Polo Democrático Alternativo, partido al que renunció en abril de 2017.
El 9 de noviembre de 2012 fue escogida como candidata presidencial por el Polo Democrático Alternativo para las elecciones presidenciales del 2014, en las que obtuvo 1 958 414 votos y ocupó la cuarta posición. En las elecciones locales de 2015 fue candidata a la Alcaldía de Bogotá en representación del Polo Democrático, la Unión Patriótica y el Movimiento Alternativo Indígena y Social (MAIS). El 25 de abril fue designada por el presidente Juan Manuel Santos como Ministra de Trabajo.
Además, en el ámbito académico ha sido profesora de la Universidad del Rosario y Universidad de los Andes.

## Biografía
Clara López nació el 12 de abril de 1950 en Bogotá, en el seno de una familia de alta sociedad de la capital colombiana. A pesar de la posición acomodada de su familia, la situación del país no era favorable para su familia y para otras vinculadas con el Partido Liberal Colombiano, ya que en unos meses después asumió la presidencia de su país Laureano Gómez, en medio de un clima de polarización y violencia política cada día más creciente.
López estudió economía en la Universidad de Harvard, de la que se graduó en 1972. Posteriormente se licenció en derecho en la Universidad de los Andes en 2006, y es candidata a doctora en derecho tributario y financiero en la Universidad de Salamanca.

### Militancia en el Partido Liberal Colombiano
Tras iniciarse políticamente como líder estudiantil en Harvard, oponiéndose a la Guerra de Vietnam y al gobierno del republicano Richard Nixon, López regresó a Colombia en 1974, para aceptar un cargo en la secretaría económica de la presidencia de Colombia, ocupada desde el 7 de agosto por Alfonso López Michelsen, quien era primo de su padre.

#### Nuevo Liberalismo

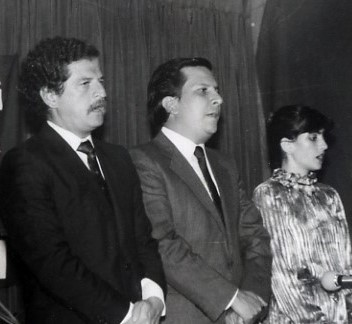
Galán, Lara y Nancy Restrepo de Lara en 1982.

En 1979 Clara López renunció al liberalismo para nunca volver a sus filas, y se inscribió en el Nuevo Liberalismo, movimiento fundado por el exministro Luis Carlos Galán y el exalcalde de Neiva, Rodrigo Lara Bonilla. Su salida del partido respondió a la disputa que se dio entre los expresidente López Michelsen y Carlos Lleras Restrepo, e irónicamente Clara estuvo ideológicamente a favor de Lleras y su pupilo Galán. 
Por el Nuevo Liberalismo, López fue elegida concejal y presidenta del concejo distrital en los años 80, y posteriormente fue elegida contralora distrital de Bogotá hasta 1986. En ese partido apoyó las candidatura presidencial de Galán en 1982 (enfrentándose a su pariente Alfonso López).

### Militancia en la Unión Patriótica (UP)

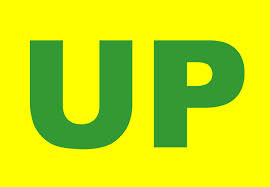
Bandera de la UP.

En 1986 no apoyó a Galán en su segundo intento por la presidencia, y en su lugar se afilió a la izquierda colombiana, ingresando a la Unión Patriótica, en el cual se adhirió a la campaña presidencial  de Jaime Pardo Leal, quien quedó en tercer lugar, por debajo del oficialista liberal Virgilio Barco, y del conservador Álvaro Gómez Hurtado. Pardo fue asesinado en 1987.

#### Primera candidatura a la alcaldía de Bogotá (1988)
En enero de 1988, López lanzó su campaña a la alcaldía de Bogotá por la UP,campaña que fue empañada por el secuestro del candidato conservador y afamado periodista, Andrés Pastrana Arango, apoyado por su padre, el expresidente Misael Pastrana. La liberación de Pastrana, que fue exigida al unísono por todos sus contendores en campaña, se dio una semana después de su rapto, y le dio el impulso definitivo a la victoria de Pastrana.

#### Campaña de Jaramillo (1989-1990)

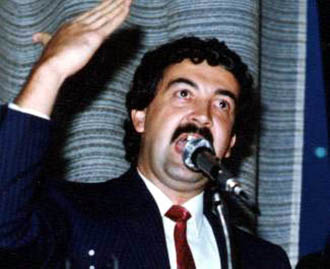
Jaramillo Ossa en 1990.

En 1990, Clara López apoyó la candidatura presidencial de Bernardo Jaramillo Ossa, quien fue asesinado en abril de 1990. Su muerte, que sucedió a la de Luis Carlos Galán en agosto de 1989 y antecedió a la de Carlos Pizarro en abril de 1990, generó pánico en la población civil, siendo una de las campañas más difíciles de la historia del país. La UP no presentó candidato tras el homicidio de Jaramillo, y apoyaron la candidatura de Antonio Navarro Wolff, que sucedió a Pizarro en abril.[cita requerida]
Posterior a la campaña presidencial de 1990, López se alejó de la política por casi 10 años.

### Dentro del Polo Democrático Alternativo (Polo)
Clara López se dedicó a la academia y a respaldar la actividad de su esposo Carlos Romero como concejal, hasta que en 2002 fue nombrada Auditora General de Colombia por el presidente Álvaro Uribe Vélez, viejo conocido suyo; tres años después finalizó en sus funciones.

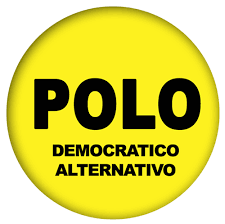

En junio de 2005 denunció, López ante la Corte Suprema de Justicia de Colombia la posible infiltración de organizaciones armadas ilegales de extrema derecha en el Estado Colombiano, después de que Salvatore Mancuso el exjefe máximo de la Autodefensas Unidas de Colombia expresara que al menos el 35% de los congresistas eran amigos suyos. La denuncia de Clara dio inicio al proceso investigativo que adelantaría el supremo tribunal, y que derivaría en un proceso judicial que desató un escándalo político en Colombia y que se conoce como Parapolítica.Luego de este hecho se produjo su regreso a la política activa, ahora en el Polo Democrático Alternativo (PDA), partido por el cual aspiró a la Cámara de Representantes en 2006, perdiendo curul por poco más de 100 votos. 

#### Alcaldía de Moreno Rojas (2007-2011)

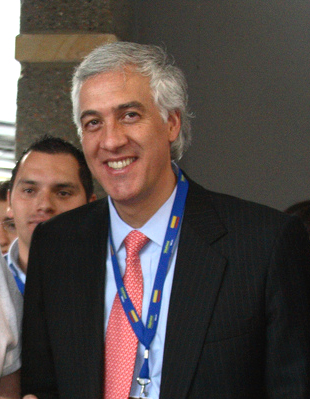
El alcalde Samuel Moreno en 2008.

Tras aspirar por breve tiempo a la nominación de su partido para la Alcaldía de Bogotá, declinó la precandidatura y se convirtió en una de las más cercanas asesoras de Samuel Moreno Rojas, ungido como el abanderado del PDA para las elecciones de octubre de 2007, en las cuales resultó triunfador. El nuevo alcalde la designó secretaria de Gobierno de la ciudad; para poder asumir en el cargo, su esposo Carlos Romero tuvo que renunciar a su escaño en el Concejo de Bogotá donde había sido reelegido.

##### Escándalo de los falsos positivos
López como secretaria de gobierno denunció el caso de los jóvenes de sectores populares de Bogotá y Soacha que fueron víctimas de desaparición forzada con fines de homicidio, lo que la prensa denominó falsos positivos. Se trató del caso de 19 jóvenes que figuraban desaparecidos y que fueron ingresados por el ejército a medicina legal en la ciudad de Ocaña, Norte de Santander como NN muertos en combate.
Esta denuncia dejó ver una de las más graves degradaciones del conflicto armado colombiano que culminó con la destitución de 27 oficiales del ejército por su involucramiento en este caso que llevó a destapar más de 3 mil víctimas semejantes.[cita requerida]

#### Candidatura presidencial de Petro (2010)

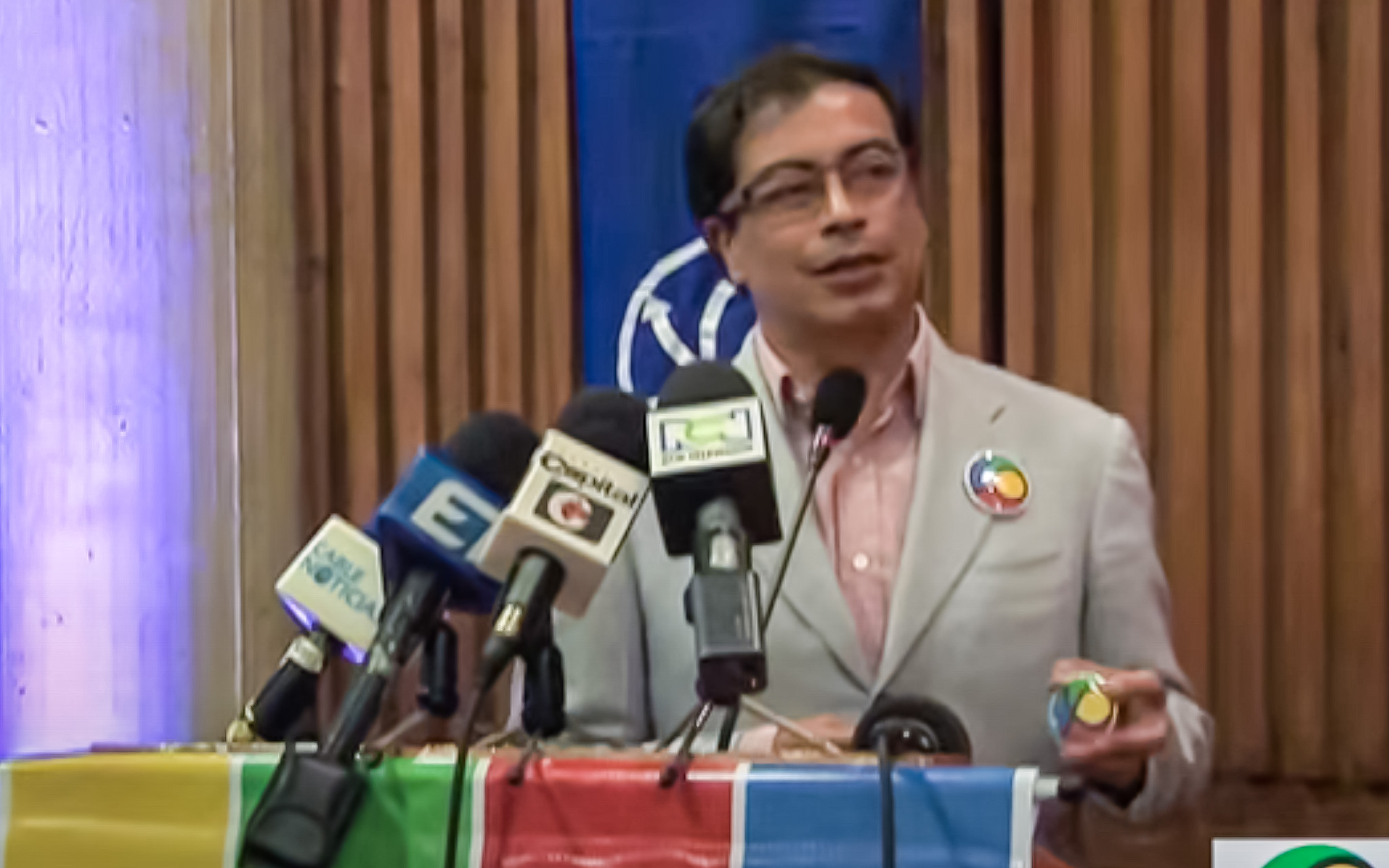
Gustavo Petro en 2011.

López ocupó la Secretaría Distrital de Gobierno hasta el 10 de marzo de 2010, fecha en la que fue escogida como fórmula vicepresidencial de Gustavo Petro para las elecciones presidenciales de 2010, en las que alcanzaron más de un millón trescientos mil votos, pero no resultaron elegidos. 
Siendo candidata a la Vicepresidencia de la República, y tras la renuncia de Jaime Dussán Calderón a la presidencia del Polo Democrático, el Comité Ejecutivo del partido la proclamó unánimemente como nueva presidenta de la colectividad. Asumió el cargo en abril de 2010, En junio de 2011 renunció temporalmente a la presidencia del partido para asumir la Alcaldía Mayor de Bogotá, reasumió su cargo en el PDA el 25 de enero de 2012.[cita requerida]

### Alcaldesa encargada de Bogotá (2011-2012)

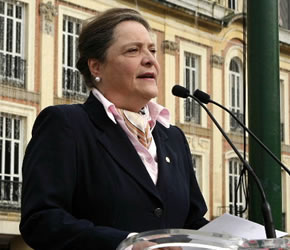
López como alcaldesa encargada, 2011.

El 8 de junio de 2011 fue designada por parte del presidente Juan Manuel Santos como alcaldesa encargada de Bogotá, en reemplazo del suspendido alcalde Samuel Moreno Rojas, también de su mismo partido político el Polo Democrático Alternativo debido a su rol en el Carrusel de la contratación. Para asumir el cargo López renunció temporalmente a la presidencia de su partido. 
Se esperaba que se desempeñara como alcaldesa por tres meses, ya que ese fue el tiempo de suspensión que inicialmente ordenó la Procuraduría, sin embargo con la ampliación de la suspensión de Moreno por tres meses más, se amplió también el periodo de gobierno de López, quien ocupó la Alcaldía hasta el 1 de enero de 2012.
Entre los logros de su breve periodo al frente de la alcaldía mayor de Bogotá se destacan el plan decenal de agua que por primera vez otorgó de manera gratuita el mínimo vital de líquido a las familias más pobres de la capital, el subsidio al transporte público para las personas con discapacidad y sus cuidadores y la expedición de decreto de participación incidente de los ciudadanos en la confección de los planes y programas del gobierno de la ciudad[cita requerida].
En su discurso de posesión como mandataria de la ciudad López afirmó que durante su gestión no se permitiría la enajenación del patrimonio de los bogotanos y que, en este sentido, no apoyaría la privatización de la Empresa de Telecomunicaciones de Bogotá ETB, ni ningún otro de los bienes distritales. De igual forma prometió transparencia en la firma de contratos y licitaciones, para que los bogotanos recuperaran la confianza en los gobernantes distritales. Según la encuesta Gallup a pesar de haber entrado con la más baja favorabilidad al cargo, al salir llegó al 76 % de aprobación, el más alto registrado hasta entonces por ningún alcalde[cita requerida].

### Candidatura Presidencial (2014)
En las elecciones presidenciales de 2014, Clara López Obregón fue candidata por el Polo Democrático Alternativo, tras haber sido elegida en una consulta interna del partido. Su fórmula vicepresidencial fue Aída Avella, lideresa de la Unión Patriótica, lo que marcó un hecho simbólico al unir a dos fuerzas históricas de la izquierda colombiana. La campaña de López se centró en propuestas de justicia social, reforma tributaria progresiva, fortalecimiento de la educación pública y defensa de los derechos laborales. También expresó su apoyo al proceso de paz con las FARC que adelantaba el gobierno de Juan Manuel Santos.
En la primera vuelta electoral, celebrada el 25 de mayo de 2014, Clara López obtuvo más de 1.9 millones de votos, correspondientes al 15.23 % del total, ubicándose en el cuarto lugar entre los cinco candidatos. Aunque no pasó a la segunda vuelta, su votación fue considerada significativa para una candidatura de izquierda en el contexto político colombiano. Posteriormente, manifestó su apoyo a la reelección de Juan Manuel Santos frente al candidato del uribismo, Óscar Iván Zuluaga, argumentando la importancia de dar continuidad al proceso de paz.

### Ministra de Trabajo (2016-2017)

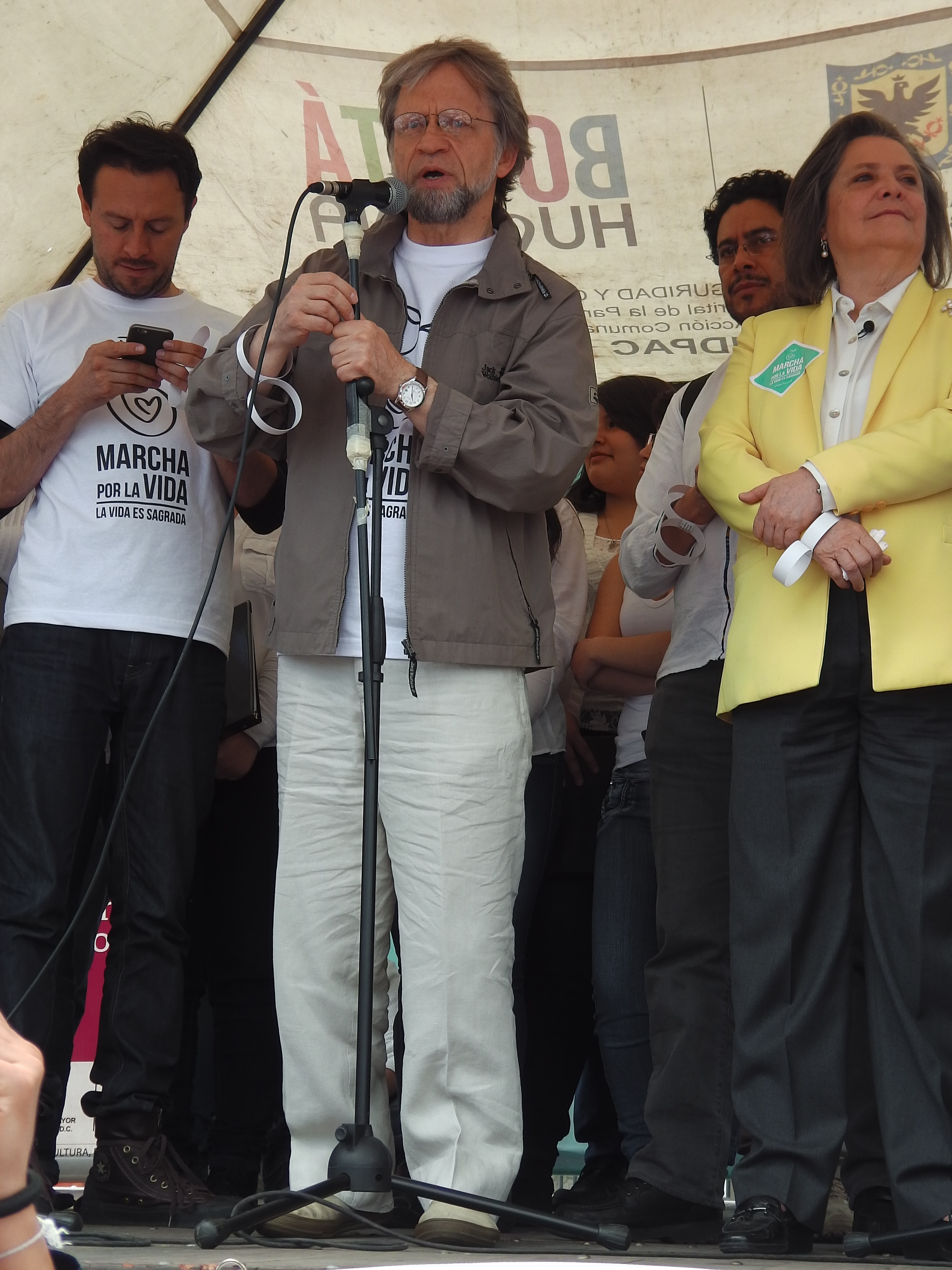
López con Mockus en 2015.

Clara López fue designada el 25 de abril de 2016 como Ministra de Trabajo por el presidente de Colombia Juan Manuel Santos, en reemplazo del también exalcalde Mayor de Bogotá Luis Eduardo Garzón, esto a raíz de una serie de cambios ministeriales que buscan preparar al Estado Colombiano ante un eventual posconflicto en el país[cita requerida].
El 5 de mayo de 2017, Clara López presenta su renuncia al presidente Juan Manuel Santos para participar en las elecciones presidenciales de 2018. El primer mandatario aceptó su dimisión y nombró a Griselda Restrepo quien fungía como Superintendente de Subsidio Familiar en el cargo.

## Familia
Clara López Obregón es miembro de los estrechos círculos aristocráticos de Bogotá, siendo miembro de las familias López, Pumarejo, Michelsen, y Obregón, Rocha y Holguín.
Su padre era el masón y político librepensador Álvaro López Holguín, y su madre, Cecilia Obregón Rocha, siendo sus hermanos Cecilia, Mauricio y Eduardo López Obregón.
Su padre era sobrino del expresidente Alfonso López Pumarejo, por ser hijo de su hermano Eduardo. Los López eran hijos del político y banquero Pedro Aquilino López y de su esposa Rosario Pumarejo, y nietos del líder sindical Ambrosio López Pinzón. Su padre murió prematuramente, y Clara fue adoptada por el primo de su padre, el futuro presidente Alfonso López Michelsen; de hecho, Clara y los hijos de López conviveron durante un tiempo.
Así mismo Álvaro López era hijo de Cecilia Holguín Arboleda, quien a su vez era hija del expresidente Jorge Holguín (hermano de Carlos Holguín, también expresidente de Colombia), y de su esposa, Cecilia Arboleda Mosquera (hija del político y expresidente colombiano Julio Arboleda y sobrina del educador Sergio Arboleda). Por esa línea, Clara es pariente lejana de la diplomática María Ángela Holguín y del escritor Antonio Caballero Holguín, entre muchos personajes más. 
Su madre era prima del pintor colombo-español Alejandro Obregón Rosén (casado con la bailarina Sonia Osorio de Saint-Malo), prima segunda de su hijo el actor Rodrigo Obregón Osorio, así como sobrina nieta del diplomático Rafael Rocha Scholss.

### Matrimonio
Clara López contrajo primeras nupcias con el banquero canadiense Jacques Courtois Miller, con quien se casó el 13 de septiembre de 1980 en Tenjo, Cundinamarca. Divorciada de Courtois en 1983, Clara contraería segundas nupcias con Carlos Romero, reconocido líder de izquierda que se desempeñó como concejal de Bogotá y con quien estuvo casada hasta su fallecimiento en 2019.
Antes de contraer matrimonio con Jacques Courtois, Clara López sostuvo una relación sentimental en 1970 con el entonces joven ganadero y abogado militante del Partido Liberal, posteriormente presidente de Colombia y su rival político, Álvaro Uribe Vélez.